# Demetrio Jiménez Sánchez-Mariscal
José Demetrio Jiménez Sánchez-Mariscal OSA (ur. 8 października 1963 w Los Cerralbos, zm. 23 października 2019 w Buenos Aires) – hiszpański duchowny rzymskokatolicki, w latach 2014–2019 prałat terytorialny Cafayate w Argentynie.

## Życiorys
Święcenia kapłańskie otrzymał 23 czerwca 1988 w zakonie augustianów. Przez kilkanaście lat pracował w klasztorach na terenie Hiszpanii. W 1999 wyjechał do Argentyny. Pełnił funkcje m.in. sekretarza i wikariusza regionu zakonnego, duszpasterza augustiańskiej parafii w Buenos Aires oraz wykładowcy katolickiego uniwersytetu w tymże mieście.
10 lutego 2014 został mianowany prałatem terytorialnym Cafayate. Sakry biskupiej udzielił mu 10 maja 2014 jego poprzednik, bp Mariano Moreno García.
Zmarł w domu prowincjalnym w Buenos Aires 23 października 2019.